# Calvario de Sagunto
Calvario de Sagunto és una de les primeres obres de grans dimensions del Pintor Nogué, concretament 160 × 120 cm. L'obra representa la pujada des de la població de Sagunt a una ermita. Al llarg d'aquest camí hi trobem el calvari, del qual Nogué només en representa la part final.

## Contextualització de l'obra
Josep Nogué Massó realitzà aquesta obra durant un dels viatges que realitzà a la zona de llevant durant la seva etapa de formació a l'Acadèmia de Belles Arts de San Fernando. Concretament l'any 1903, quatre anys abans d'aconseguir la beca per viatjar a Roma.
Tot i que Nogué havia nascut a Catalunya, hi la seva formació bàsica la realitzà a la ciutat de Barcelona. La seva formació artística la desenvolupà a Madrid. Aquest fet provoca una combinació curiosa en les seves obres. Observem la influència dels grans paisatgistes catalans, com Modest Urgell però al mateix temps les llums de l'obra de Joaquim Sorolla. Aquests fet de la dualitat territorial marcarà profundament la vida del pintor.
| «                | En Calvario de Sagunto, como queda dicho, el paisaje incluye un vaho poético que lo acerca al espíritu de la luz de Urgell | » |
| — Miguel Viribay | |   |

L'obra de Josep Nogué sempre es mou en un difícil equilibri entre els corrents artístics catalans i madrilenys. Participà en exposicions als dos centres artístics. El 1904 a la Sala Parés i a les exposicions nacionals a Madrid els anys: 1897; 1901; 1904; 1906, abans de marxar a Roma. En aquestes exposicions Nogué observà i conegué l'obra tant d'artistes catalans i d'altres zones de l'estat. Creant així un estil propi molt difícil de descriure.
| «                  | En lo que atañe al paisaje, la producción de Nogué se insertaba aún en la línea de luminismo postsorollista que implicaba una práctica de la pintura al aire libre y una cierta aceptación del impresionismo. Sin embargo, la filiación realista y académica de su primera etapa y una interpretación personal de la luz insinúan ya el camino que había de seguir su pintura en lo sucesivo | » |
| — González Llàcer, | |   |

La primera vegada que Nogué mostrà Calvario de Sagunto fou a l'Exposició Nacional de Belles Arts de l'any 1904 a Madrid. Entre altres artistes participants trobem en aquesta mostra noms com Isidre Nonell o Darío de Regoyos. Nogué presentà 10 obres, destacant entre elles l'esmentat Calvario de Sagunto i també Sagunto, Calvario

## Descripció
Calvario de Sagunto és un dels grans paisatges noguerians. Mostra un espai molt retallat, conformat per diferents plans creats pels desnivells propis d'un camí tortuós. En un primer terme l'espectador observa un gran espai buit trencat pel marge del camí. Dins d'aquesta bora del traçat sobresurt una construcció, el templet on se situa la imatge que representa algun fragment del calvari. Destaca aquest element constructiu pel seu cromatisme.
Sobre el marge s'observa la façana de l'ermita. L'artista creà en aquesta part alta de l'obra una variació de colors: blanc, verd i color terra; que curiosament també estan combinats amb la part baixa de l'obra.
Un element destacable de l'obra són els xiprers, un arbre que apareix per primer cop en aquesta obra de Nogué, però que serà un recurs habitual durant tota la seva producció artística. Destaquen els xiprers que Nogué plasmarà en les obres del període de Mallorca.
Per acabar, cal destacar l'efecte lumínic que provoca l'entrada de llum per la part més llunyana de l'obra. Sembla com s'hi fos un portal cap altres obres que Nogué realitzarà, on experimentarà amb la llum com a forma d'expressió. Alguns exemples són: Tierra Franciscana, Salida del Sol en Bermeo o Primavera en la Costa Azul.

## El llegat Nogué Massó al Museu d'Art Modern de Tarragona
Un dels museus més importants per l'estudi de l'obra de Josep Nogué Massó, és el Museu d'Art Modern de Tarragona. Aquesta institució museogràfica acull gran part de la documentació de l'artista i també una part important de la seva producció pictòrica.
El Museu amb les diferents adquisicions realitzades a la família Nogué-Vallejo, també va rebre algunes obres del pare del pintor Nogué, Josep Nogué Rovira. Destaca les peces de ceràmica que realitzà a finals del segle xix i també algun dibuix de caràcter científic, ja que Nogué Rovira s'aficionà a la frenologia.